# Babay Kálmán
Babay Kálmán (Gárdony, 1862. december 7. – Balatonkenese, 1933. április 29.) magyar író, református lelkész.

## Életpályája
Középiskolai tanulmányait Székesfehérváron és Budapesten végezte. Ezt követően Pápán hallgatott teológiát a református kollégiumban. 
1885-ben Csajágon lett segédlelkész. 1888-tól Mezőkomáromban, majd 1892-től Sárkeresztesen lelkészként, illetve egyházi tanfelügyelőként dolgozott. 1892 és 1913 között a bodajki választókerület függetlenségi pártjának elnöke volt. 1920-tól református egyházmegyei tanácsbíró. 1931-ben Balatonkenesére költözött, ahol haláláig élt.
Körülbelül 500 elbeszélése jelent meg különböző lapokban (Pápai Lapok, Divatszalon, Magyar Hírlap, Pesti Hírlap, Szabadság, Székesfehérvár, Székesfehérvár és Vidéke, Veszprém, Veszprémi Független Hírlap és Hazánk). Ezen kívül protestáns egyházi lapokban is közölt kritikákat és tanügyi vonatkozású cikkeket.

## Főbb művei
- Szerelmes kisasszonykák (elbeszélés, Veszprém)
- Balatonmelléki történetek (Veszprém, 1892)
- A Visky lányok (regény, Pápa, 1899)
- Szabó Péter (elb., Bp., 1901)
- A VI. parancsolat (Bp., 1903)
- Ravatal mellett (Debrecen, 1910)
- Nádfedelű házak alatt (Szentgotthárd, 1911)
- Szép Balaton mellől (elb., Debrecen, 1912)
- Az apák eszik meg az egrest (Bp., 1916)
- Fejér vármegye reformációja (történelmi visszaemlékezés, Debrecen, 1916)